# تشارلز إس. درو
تشارلز إس. درو (بالإنجليزية: Charles S. Drew)‏ هو عسكري وسياسي أمريكي، ولد في 2 أبريل 1825 في كندا، وتوفي في 1890 في يوونتفيل في الولايات المتحدة.